# Homer Dodge Martin
Pour les articles homonymes, voir Martin.
Homer Dodge Martin (28 octobre 1836, Albany - 2 février 1897, Saint Paul) est un peintre américain réputé pour ses paysages. 

## Biographie
Il naît le 28 octobre 1836 à Albany. Élève de William Hart (en), ses premières œuvres sont dans la droite ligne de l'Hudson River School. Il est membre de la National Academy of Design de New York. Durant un voyage en Europe, il est fasciné par la technique de l'école de Barbizon. Il vit en France de 1882 à 1886, passant la plupart de son temps en Normandie. À Villerville, il peint son Harp of the Winds, aujourd'hui conservé au Metropolitan Museum of Art de New York. Il meurt le 2 février 1897 à Saint Paul. 